# لو روجرز
لو روجرز (بالإنجليزية: Lou Rogers)‏ هي كاتِبة وكاتبة للأطفال أمريكية، ولدت في 26 نوفمبر 1879 في باتين في الولايات المتحدة، وتوفيت في 1952.